# Aurora Center
Aurora Center és una concentració de població designada pel cens dels Estats Units a l'estat de Dakota del Sud. Segons el cens del 2000 tenia 7 habitants.

## Demografia
Segons el cens del 2000, Aurora Center tenia 7 habitants, 3 habitatges, i 0 famílies. La densitat de població era de 20,8 habitants per km².
Dels 3 habitatges en un 33,3% hi vivien nens de menys de 18 anys, en un 33,3% hi vivien parelles casades, en un 0% dones solteres, i en un 66,7% no eren unitats familiars. En el 33,3% dels habitatges hi vivien persones soles el 33,3% de les quals corresponia a persones de 65 anys o més que vivien soles. El nombre mitjà de persones vivint en cada habitatge era de 2,33 i el nombre mitjà de persones que vivien en cada família era de 4.
Per edats la població es repartia de la següent manera: un 42,9% tenia menys de 18 anys, un 42,9% entre 18 i 24, un 0% entre 25 i 44, un 0% de 45 a 60 i un 14,3% 65 anys o més.
L'edat mediana era de 21 anys. Per cada 100 dones de 18 o més anys hi havia 100 homes.
La renda mediana per habitatge era de 4.583 $ i la renda mediana per família de 0 $. Els homes tenien una renda mediana de 0 $ mentre que les dones 0 $. La renda per capita de la població era de 4.700 $. Cap de les famílies i el 66,7% de la població estaven per davall del llindar de pobresa.

## Poblacions més properes
El següent diagrama mostra les poblacions més properes.